# 絶品!地球まるかじり
『絶品!地球まるかじり』（ぜっぴん ちきゅうまるかじり）は、2000年10月11日から同年11月22日、および2001年4月17日から2002年3月26日までテレビ東京系列局で放送されていたクイズ番組である。テレビ東京とオフィス・トゥー・ワンの共同製作。全50回（7回＋後述の年末スペシャル1回＋42回）。

## 概要
1994年9月まで同系列局で放送されていた『クイズ地球まるかじり』（クイズ地球まるかじり → 地球まるかじり → 食キングクイズ!地球まるかじり）の復活版である。2000年10月から期首限定番組として放送された後、2001年4月にレギュラー放送を開始した。また、第1期 - 第2期間の2000年12月27日（水曜） 19:00 - 20:54 （日本標準時）にも年末特別番組『絶品!地球まるかじり 20世紀の有名人あの人あの味厳選スペシャル』として放送された。
『クイズ地球まるかじり』時代と同様にグルメ番組の要素を持つクイズ番組として放送されていたが、取材・収録先は日本国内のみとなった。また、司会陣もフリーアナウンサーの小倉智昭と岩瀬惠子に変更された。

### ルール
クイズの内訳は、『クイズ地球まるかじり』時代と同じく書き問題、早押し問題、ラストクイズの3種類。ラストクイズの内容も『クイズ地球まるかじり』時代と同様に、ある人物が5品ほどある食べ物の中から2番目と3番目に食べた物を当てる「一発逆転ごはんですよ」だった。
前期には、書き問題2問（そのうちの1問は3択問題）と早押し問題2問の計4問を出していた。当初は1問目と3問目が書き問題で、2問目と4問目が早押し問題だったが、のちに1問目と3問目が早押し問題、2問目と4問目が書き問題に変更された。『クイズ地球まるかじり』時代との相違点として、早押し問題で不正解の場合はブザーが鳴り、正解だとファンファーレが鳴るという点がある。当初は番組オリジナルの音楽を使っていたが、のちにフジテレビの『カルトQ』で優勝者決定の際に流されていた音楽のアレンジ版を使うようになった。なお、書き問題で正解者がいた場合にも同様のファンファーレが鳴った。
後期には、書き問題1問と早押し問題1問の計2問に減った。さらには早押し問題を出さない回もあった。
書き問題と早押し問題は1問正解するごとに解答者に1点が入り、ラストクイズは3点（前期）もしくは2点（後期）が入った。得点の最も多かった解答者には、トップ賞としてその日のテーマにちなんだ食材が贈られた。

## 放送時間
いずれも日本標準時。
- 水曜 20:00 - 20:54 （2000年10月11日 - 2000年11月22日）
- 火曜 20:00 - 20:54 （2001年4月17日 - 2002年3月26日）

## 出演者

### 司会
- 小倉智昭
- 岩瀬惠子

### リポーター
- 神太郎
- 田中雄望
- 紫とも
- 原元美紀
- 久保恵子
- 雨宮朋絵
- ほか

### レギュラー解答者
- 渡辺正行
- 坂下千里子
- 原日出子（2001年9月まで）
- 磯野貴理子（準レギュラー、2001年10月から）
- 山田邦子（準レギュラー、2001年10月から）

#### 主な席順
| 5枠（桃） ゲスト | 4枠（朱） ゲスト | 3枠（黄） 原日出子 | 2枠（緑） 坂下千里子 | 1枠（青） 渡辺正行 |
| ---------------- | ---------------- | ------------------ | -------------------- | ------------------ |

## スタッフ
- ナレーション：垂木勉
- プロデューサー：中尾哲郎（テレビ東京）
- 製作：テレビ東京、オフィス・トゥー・ワン

## ネット局
- テレビ東京系列：同時ネット
- 北日本放送：土曜 16:00 - 16:55[4]